# Pseudopterorthochaetes elytratus
Pseudopterorthochaetes elytratus is een keversoort uit de familie Hybosoridae. De wetenschappelijke naam van de soort is voor het eerst geldig gepubliceerd in 1946 door Paulian.